# جک اشر
جک اشر (انگلیسی: Jack Asher؛ ۲۹ مارس ۱۹۱۶ – آوریل ۱۹۹۱) فیلم‌بردار اهل بریتانیا بود. رابرت اشر برادر وی کارگردان سینما و تلویزیون بوده است.

## فیلم‌شناسی
- مومیایی
- دراکولا
- رسیدن به آسمان
- مردان باهوش
- نژاد بولداگ
- او مجبور خواهد شد که برود
- راز